# Alströms syndrom
Alströms syndrom, även kallat Alström-Hallgrens syndrom, är en ovanlig genetisk sjukdom, som karaktäriseras av svår nedsättning av syn och hörsel i kombination med hjärtsjukdom, övervikt och diabetes typ 2. Symptomen debuterar redan i spädbarnsåldern och leder ofta senare till dövblindhet.

## Genetisk bakgrund
Alströms syndrom orsakas av en mutation i en gen som kallas ALMS1 på kromosom 2 i positionen 2p13. Nedärvningen av syndromet är autosomalt recessivt.

## Historik
Alströms syndrom beskrevs för första gången 1959 av psykiatrikern Carl-Henry Alström. Det alternativa namnet Alström-Hallgrens syndrom hänvisar även till psykiatrikern och genetikern Bertil Hallgren, som var en av medförfattarna till Alströms artikel. Alström hade 1946 på Serafimerlasarettet påträffat en 14-årig pojke med symptom som delvis liknade det sedan tidigare beskrivna Laurence-Moon-Bardet-Biedls syndrom, men också med tydliga skillnader. Ytterligare undersökningar fann att två släktingar till pojken hade en ännu tydligare symptombild, och ärftlighetsmönstret bakom sjukdomen kunde därmed kartläggas.